# Eldavbrott

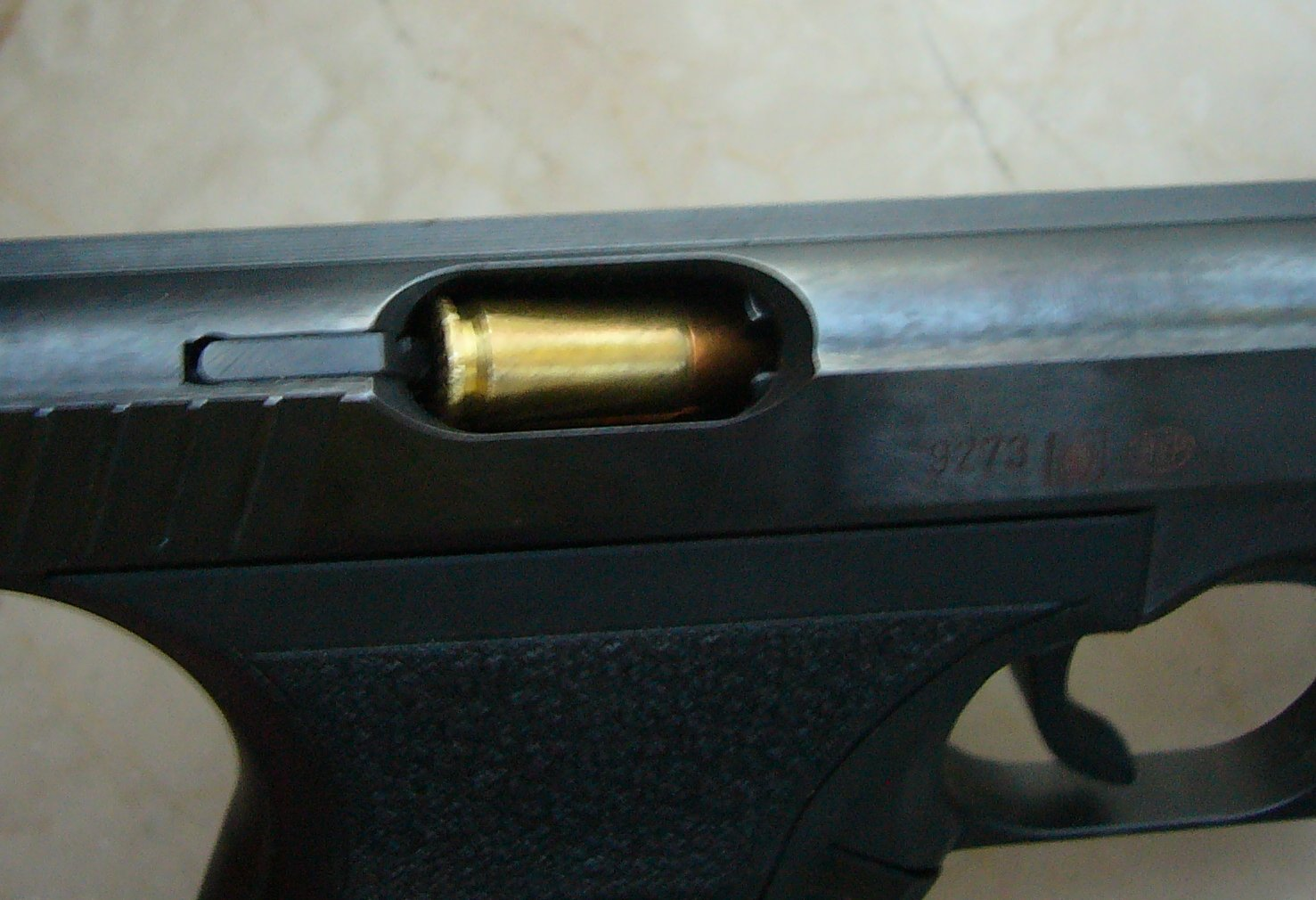
Eldavbrott på en H&K P7 på grund av att en patron har fastnat.

Eldavbrott kallas det när någon har för avsikt att avfyra ett eldvapen men inget skott går iväg. Ofta beror det på att mekanismen låser sig och hindrar vidare eldgivning. Till exempel om en pistol avfyras och den tomma hylsan som kastas ut fastnar när manteln är på väg till ursprungsläget. Det kan också bero på att drivladdningen inte antänder, ett så kallat klick. 
Eldavbrott vill alltså undvikas så mycket som möjligt eftersom det gör vapenet obrukbart till dess att eldavbrottet har avhjälpts. I strid kan detta betyda en soldats död. Vissa vapen har högre risk för eldavbrott än andra. Amerikanska soldater under Vietnamkriget använde sig under en övergångsperiod ofta av stupade fienders AK-47 hellre än sin egen Colt M16 då den lättare "jammade" (klickade) och orsakade eldavbrott.
Eldavbrott innebär risker för vådaskott. Om vapnet utsätts för en häftig rörelse kan delar som fastnat lossna så att vapnet avfyras. Om patronen har förts in i patronläget kan en stöt göra att slagstiftet på nytt slår mot patronens tändhatt. Värmen efter häftig skottlossning kan antända krutet i patronen. Slutligen finns också risken att skytten tror att eldavbrottet beror på att magasinet är tomt och behandlar vapnet som om det är oladdat.